# Jan Ellis
Pour les articles homonymes, voir Ellis.
Pas d'image ? Cliquez ici

a Compétitions nationales et continentales officielles uniquement.

b Matchs officiels uniquement.
Dernière mise à jour le 11 février 2013.
Jan Hendrik Ellis, né le 5 janvier 1942 à Brakpan et mort le 8 février 2013 à Pretoria, est un joueur sud-africain de rugby à XV qui a joué avec l'équipe d'Afrique du Sud au poste au poste de troisième ligne aile.

## Biographie
Jan Ellis dispute son premier test match avec les Springboks le 31 juillet 1965 à l’occasion d’un match contre l'équipe de Nouvelle-Zélande. Son dernier test match a lieu contre cette même équipe le 24 juillet 1976. Ellis joue aussi un match avec le XV du Président le 31 mars 1973 contre l'Écosse. Il joue en Currie Cup avec la province du Transvaal.
Il meurt le 8 février 2013 à Pretoria, des suites d'une longue maladie.

## Statistiques en équipe nationale
- 38 sélections
- 21 points (7 essais)
- Sélections par année :  4 en 1965, 4 en 1967, 6 en 1968, 5 en 1969, 6 en 1970, 4 en 1971, 1 en 1972, 6 en 1974, 1 en 1976